# 萨科
萨科（義大利語：Sacco），是意大利萨莱诺省的一个市镇。总面积23.66平方公里，人口592人，人口密度25.0人/平方公里（2009年）。ISTAT代码为065113。